# Gordon Reid (quần vợt)
Gordon "Gio" Reid MBE (sinh ngày 2 tháng 10 năm 1991) là một tay vợt quần vợt xe lăn chuyên nghiệp người Anh đến từ Scotland, đứng thứ hai trên thế giới ở đơn và thứ ba trên thế giới ở đôi. Anh hiện đang là người giữ tấm huy chương Vàng ở Paralympics 2016 và 2 lần vô địch giải Grand Slam.
Anh thi đấu cho nước Anh tại Thế vận hội mùa hè dành cho người khuyết tật đầu tiên tại Beijing 2008. Anh đã tới vòng tứ kết ở nội dung đơn và ở đôi tại London 2012. Anh giành được huy chương vàng Paralympic ở nội dung đơn nam tại Rio 2016 và huy chương bạc ở đôi với Alfie Hewett, tay vợt mà anh đã đánh bại tại trận chung kết đơn.

## Cuộc đời
Anh sinh ra ở Alexandria vào ngày 2 tháng 10 năm 1991. Reid xuất thân từ một gia đình tài năng quần vợt và bắt đầu chơi quần vợt năm sáu tuổi, chơi cùng với hai anh em của mình tại Helensburgh Lawn Tennis Club, nơi anh là một tay vợt trẻ tốt, trước khi bị viêm tủy ngang vào năm 2004.
Anh bắt đầu chơi quần vợt xe lăn vào năm 2005, khi anh được giới thiệu với môn thể thao này tại Scotstoun Leisure Centre ở Glasgow. Anh đã được công nhận vì danh tiếng của mình vào năm 2006, khi anh nằm trong số 10 người lọt vào vòng chung kết cho danh hiệu BBC Young Sports Personality of the Year.
Năm 2007, Reid trở thành Britain's youngest men's Singles National Champion và anh cũng là thành viên của đội tuyển Anh vô địch giải trẻ World Team Cup 2007. Anh thấy thành tích lớn nhất của anh là đại diện cho ParalympicsGB tại Thế vận hội mùa hè dành cho người khuyết tật 2008 khi anh mới 16 tuổi.
Khi còn trẻ, anh từng phối hợp các cam kết đào tạo với các nghiên cứu của mình và trong năm 2009, anh đã thông qua việc Giáo dục về môn Toán, Tiếng Anh và Sinh học sau khi theo học tại Học viện Hermitage. Anh đã được đưa lên và vẫn là một người ủng hộ Rangers F.C. và thường xuyên tham gia trận đấu trên sân nhà của họ.

## Sự nghiệp quần vợt

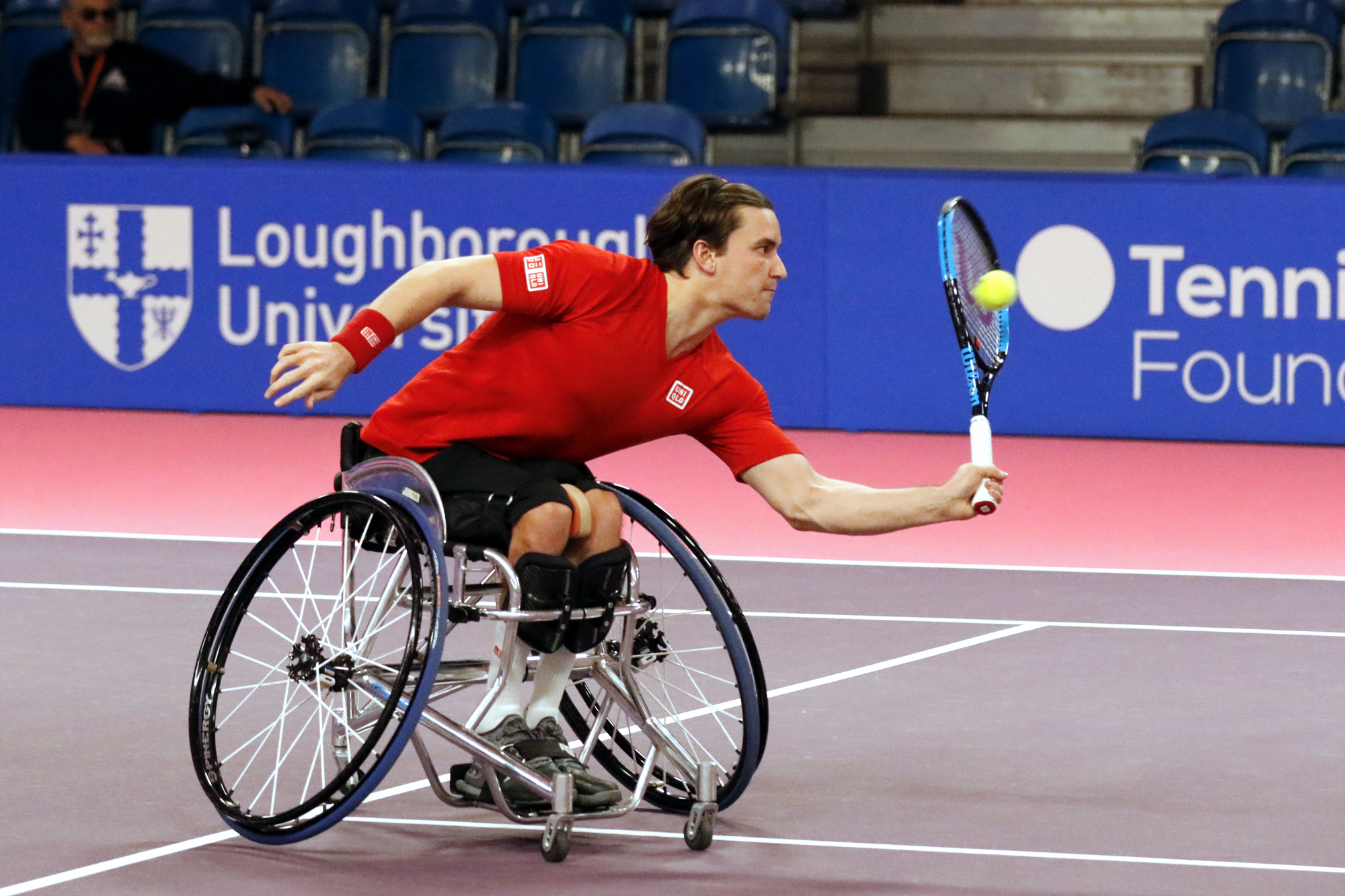
Gordon Reid tại NEC wheelchair tennis Masters 2017

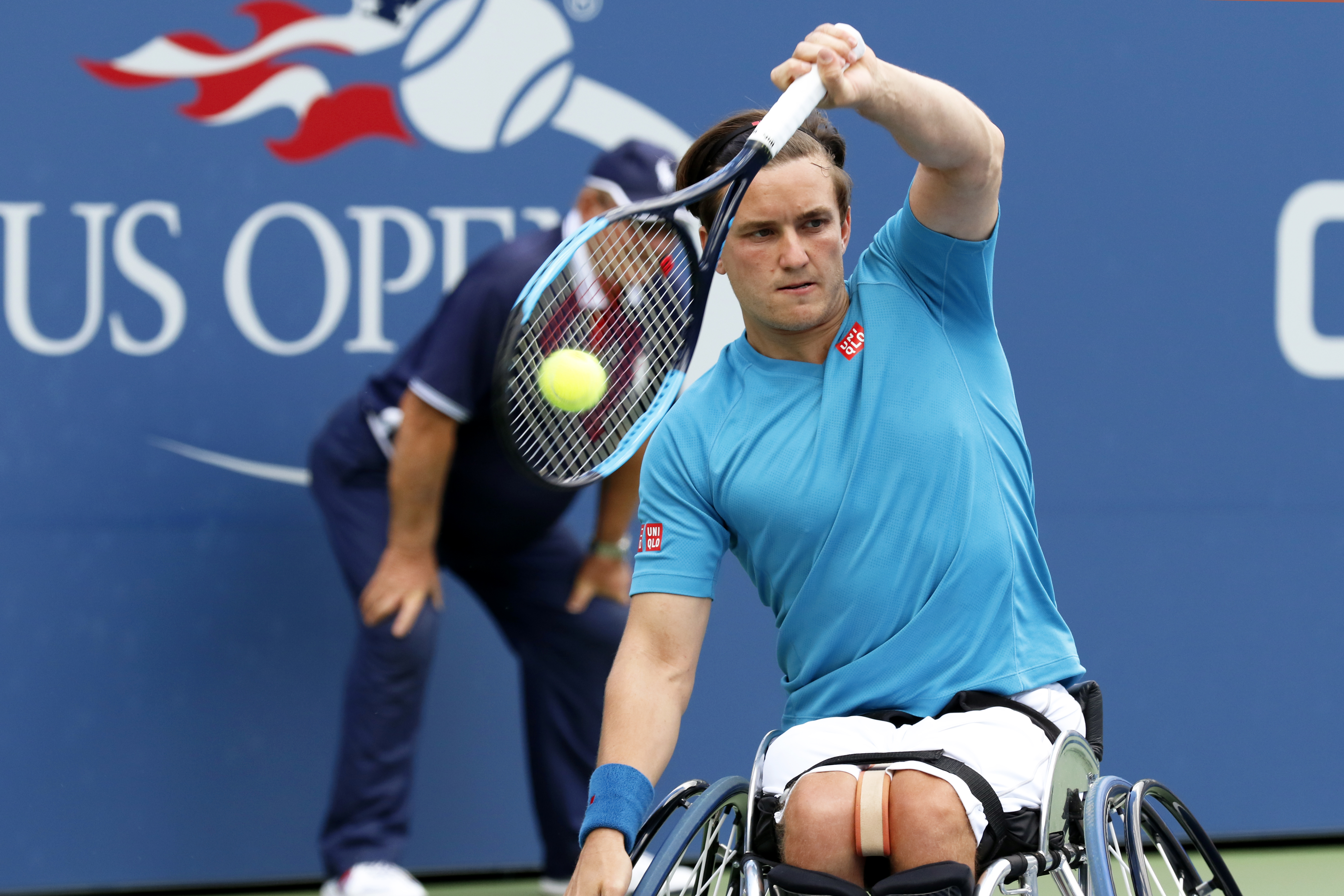
Gordon Reid tại Mỹ Mở rộng 2017

Gordon Reid đã giành được danh hiệu quần vợt xe lăn đầu tiên của mình vào tháng 4 năm 2005, sáu tuần sau khi ra viện, khi anh giành giải đơn B Division tại Glasgow Wheelchair Tennis Tournament. Anh trở thành nhà vô địch trẻ nhất của nước Anh ở tuổi 15 vào năm 2007 và anh là người trẻ nhất của nước Anh lên Số 1 ngay trước ngày sinh nhật lần thứ 18 vào cuối tháng 9 năm 2008.
Tại giải quần vợt Anh mở rộng năm 2006, anh giành được cả hai danh hiệu Chung kết đơn nam và đơn trẻ của nam khi kết thúc năm trong số 10 người lọt vào vòng chung kết của BBC Young Sports Person of the Year năm 2006.
Năm 2007, anh đã giành được giải đôi tại Masters trẻ ở Tarbes, Pháp và sau đó đã giành được đơn nam tại giải North West Challenge ở Preston năm 2007 để giành được danh hiệu đầu tiên ở NEC Wheelchair Tennis Tour. Anh bất khả chiến bại như là một thành viên của đội Junior B khi chiến thắng trong giải trẻ tại Invacare World Team Cup năm 2007 (Davis Cup và Fed Cup). Trong năm 2008 và 2009, anh đã giành được cả hai danh hiệu đơn và đôi nam tại giải Junior Masters ở Tarbes, Pháp và vào tháng 1 năm 2009 anh đã trở thành hạt giống số 1 ở bảng xếp hạng đơn nam trẻ, một vị trí mà anh đã duy trì trong suốt mùa giải cuối cùng ở trẻ. Reid đã tiếp tục những tiến bộ đáng kể trong suốt hai mùa giải, đạt được vị trí số 16 vào tháng 9 năm 2009 và xếp hạng đôi nam số 12 vào tháng 1 năm 2010. Anh đã giúp Anh Quốc giành được giải nam World Group 2 tại Invacare World Team Cup năm 2008, đứng thứ 5 trong bảng xếp hạng World Group 1 vào năm 2009 và đứng thứ 4 tại Thổ Nhĩ Kỳ vào năm 2010, đây là trận Invacare World Team Cup tốt nhất của nước Anh kể từ năm 2002.
Reid được đặt tên là Tay vợt nam trẻ Scotland năm 2009 và Tay vợt Quần vợt Xe lăn năm 2010. Là một tay vợt đôi giỏi, anh đã có đủ điều kiện để tham gia lần đầu tiên sự kiện Masters đôi cuối năm 2009, nơi anh và tay vợt người Hungary là Laszlo Farkas đã hoàn thành năm trong tám với những hợp tác. Reid cũng chơi tại đôi nam xe lăn ở Giải quần vợt Wimbledon 2008.
Reid đã kết thúc năm 2010 sau khi đánh bại được 3 tay vợt trong top ba thế giới và giành được 3 danh hiệu đơn NEC Tour trong suốt mùa giải, cũng như bốn danh hiệu đôi trong năm. Anh đã đánh bại người Áo đứng thứ 9 trên thế giới là Martin Legner để giành chiến thắng cuối cùng của anh trong tháng 12, Prague Cup Czech Indoor.
Tại Thế vận hội mùa hè dành cho người khuyết tật 2016, Reid đã giành được huy chương Vàng ở nội dung đơn nam xe lăn, đánh bại tay vợt đồng hương của anh là Alfie Hewett.
Reid được trao Huân chương Đế chế Anh (MBE) trong Danh dự Năm mới 2017 với tư cách là quần vợt xe lăn.

## Các danh hiệu Grand Slam

### Đơn
- Giải quần vợt Úc mở rộng 2016 - Đơn nam xe lăn
- Giải quần vợt Wimbledon 2016 - Đơn nam xe lăn

### Đôi
- Giải quần vợt Úc mở rộng 2017 - Đôi nam xe lăn
- Giải quần vợt Pháp mở rộng 2015 - Đôi nam xe lăn
- Giải quần vợt Pháp mở rộng 2016 - Đôi nam xe lăn
- Giải quần vợt Wimbledon 2016 - Đôi nam xe lăn
- Giải quần vợt Wimbledon 2017 - Đôi nam xe lăn
- Giải quần vợt Mỹ mở rộng 2015 - Đôi nam xe lăn